# 斎王

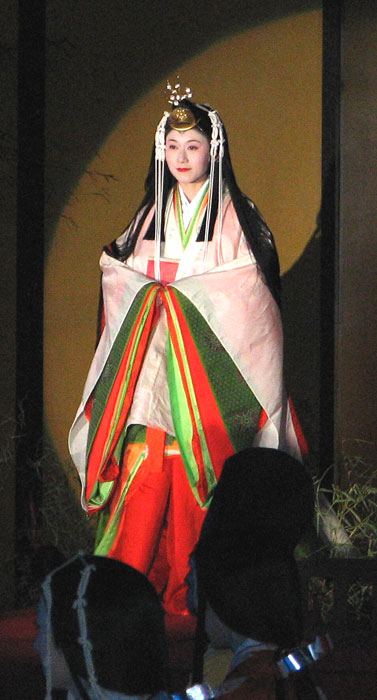
斎王まつりの斎王役

斎王（さいおう）または斎皇女（いつきのみこ）は、伊勢神宮または賀茂神社に巫女として奉仕した未婚の内親王（親王宣下を受けた天皇の皇女）または女王（親王宣下を受けていない天皇の皇女、あるいは親王の王女）。厳密には内親王の場合は「斎内親王」、女王の場合は「斎女王」といったが、両者を総称して「斎王」と呼んでいる。
伊勢神宮の斎王は特に斎宮（さいぐう）、賀茂神社の斎王は特に斎院（さいいん）とも呼ばれた。斎宮の歴史は古く、『日本書紀』によれば崇神朝にその嚆矢が認められるが、制度的に整ったものが確認できるのは上代の天武朝からで、源平合戦（治承・寿永の乱）で一時的に途絶してからは鎌倉時代を通じて徐々に衰退し、建武の新政の崩壊をもって断絶するに至った。斎院は平安時代初期の嵯峨朝に始まり、鎌倉時代に入っても継続していたが、承久の乱後の混乱の中でやはり断絶した。伊勢では幕末に、津藩主の藤堂高猷が再興を主張したが復活しなかった。